# Выставка на Сумской
Выставка на Сумской — первая в СССР неофициальная выставка художников-нонконформистов, состоявшаяся в Харькове 23 мая 1965 года.

## История выставки
Выставку организовал и провёл Вагрич Бахчанян со своими друзьями-художниками 23 мая 1965 года в день своего рождения в Харькове, в дворике на Сумской улице.
Выставка на Сумской оказалась первой в СССР неофициальной однодневной выставкой картин в общественном пространстве.
В романе Эдуарда Лимонова «Молодой негодяй» о выставке написано — «Где-то после кафе «Пингвин» и еще до улицы, пересекающей Сумскую у границы сквера «Зеркальной струи», нарядно одетые (Эд в болотного цвета свитере до колен, Анна в платье цвета опавших листьев и плаще-болонья), они свернули во двор. Пересекши его, замечательно освежаемый сушащимся бельем обитателей, они прошли во второй двор, более пустынный. Совсем темный и узкий туннель вел в третий двор. В месте, более подходящем для прогулки заключенных, чем для выставки, действо уже было в полном разгаре… На Сумской, у входа в первый двор, Мотрич поставил на ветру и солнце несколько «левых» хулиганов, которые подозрительными глазами оглядывали прибывающих на выставку интеллигентов, пытаясь выявить кагебешников».
В некоторых публикациях выставку на Сумской называют выставкой «Под аркой».

## Участники выставки
- Вагрич Бахчанян (1938—2009)[3]
- Эдуард Лимонов (1943—2020)[2]
- Михаил Басов (род. 1944)[3]
- Анатолий Крынский (род. 1937)[3]
- Юрий Кучуков (род. 1947)
- Борис Михайлов (род. 1938)[3]
- Владимир Мотрич (1935—1997)[2]
- Ирина Савинова (род. 1948)
- Юрий Милославский (род. 1948)
- Владимир Григоров (1936—2019)
- Геннадий Тубалев (1944—2006)[3]

## Память
- В мае 2020 года в честь 55-летия Выставки на Сумской в Харьковской муниципальной галерее была проведена выставка Вагрича Бахчаняна «Мы рождены, чтоб Кафку сделать былью» (куратор — Татьяна Тумасьян).